# Фаббро, Хонатан
Хонатан Фаббро (исп. Jonathan Fabbro; родился 16 января 1982 года в Буэнос-Айресе, Аргентина) — парагвайский футболист аргентинского происхождения, атакующий полузащитник. Выступал за сборную Парагвая.

## Клубная карьера
Фаббро начал карьеру в молодёжной академии клуба «Архентинос Хуниорс», откуда уехал на стажировку в испанскую «Мальорку». В 2002 году он вернулся на родину, где стал выступать за «Бока Хуниорс». 2 мая в матче против «Велес Сарсфилд» он дебютировал в аргентинской Примере. Из-за высокой конкуренции Хонатан редко попадал в заявку и выступал в основном за резервную команду клуба. В 2003 года в поединке против «Росарио Сентраль» он забил свой первый гол за «Боку». В конце сезона Фаббро стал чемпионом страны.
В 2004 году он покинул Аргентину и перешёл в колумбийский «Онсе Кальдас». В составе нового клуба Хонатан дебютировал в Кубке Либертадорес. Он стал обладателем трофея, а финале он помог обыграть свой предыдущий клуб «Бока Хуниорс». В том же году Фаббро не смог забить в серии послематчевых пенальти Межконтинентального кубка против португальского «Порту» и «Онсе Кальдас» уступил. По окончании сезона Хоанатан и без особого успеха выступал за мексиканский «Дорадос де Синалоа», бразильский «Атлетико Минейро» и чилийский «Универсидад Католика».
В 2007 году Фаббро подписал контракт с «Гуарани» из Асунсьона. В 2010 году Хонатан помог клубу выиграть парагвайскую Примеру и был признан лучшим футболистом чемпионата. В том же году он получил парагвайское гражданство. В 2011 году Хонатан со скандалом перешёл в «Серро Портеньо». 7 февраля в матче против «Такуари» он дебютировал за новую команду. 13 февраля в поединке против «Рубио Нью» он забил свой первый гол за «Портеньо». В 2012 году Фаббро во второй раз стал чемпионом Парагвая и был признан лучшим футболистом Парагвая. В том же году он также стал лучшим бомбардиром Южноамериканского кубка. Летом 2013 года на правах аренды Хонатан перешёл в «Ривер Плейт». 10 августа в матче против «Росарио Сентраль» он дебютировал за команду. Несмотря на то, что Фаббро не забил ни одного гола, он стал чемпионом Аргентины. После окончания аренды Хонатан вернулся в «Серро Портеньо».
Летом 2016 года Хонатан перешёл в «Чьяпас». 15 августа в матче против «Веракрус» он дебютировал за новую команду. В этом же поединке Фаббро забил свой первый гол за «Чьяпас». Летом 2017 года Хонатан перешёл в Лобос БУАП. 13 августа в матче против УНАМ Пумас он дебютировал за новую команду. 22 октября в поединке против «Крус Асуль» Фаббро забил свой первый гол за Лобос БУАП.

## Международная карьера
16 августа 2012 года в товарищеском матче против сборной Гватемалы Фаббро дебютировал за сборную Парагвая. В этом же поединке он забил свой первый гол за национальную команду.
8 сентября в матче отборочного турнира чемпионата мира 2014 года против сборной Аргентины Хонатан забил свой первый официальный гол за сборную, реализовав пенальти
.

### Голы за сборную Парагвая
| #   | Дата            | Место                                    | Противник | Счёт | Результат | Соревнование                     |
| --- | --------------- | ---------------------------------------- | --------- | ---- | --------- | -------------------------------- |
| 01. | 16 августа 2012 | Стадион Роберта Кеннеди, Вашингтон, США  | Гватемала | 2:2  | 3:3       | Товарищеский матч                |
| 02. | 8 сентября 2012 | Марио Кемпес, Кордова, Аргентина         | Аргентина | 1:1  | 3:1       | Чемпионат мира 2014 квалификация |
| 03. | 7 сентября 2013 | Дефенсорес дель Чако, Асунсьон, Парагвай | Боливия   | 1:0  | 4:0       | Чемпионат мира 2014 квалификация |
| 04. | 5 сентября 2015 | Национальный стадион, Сантьяго, Чили     | Чили      | 1:1  | 3:2       | Товарищеский матч                |

## Личная жизнь
В 2013 году Фаббро начал встречаться с парагвайской супермоделью Ларисой Рикельме.

## Арест
В декабре 2017 года Фаббро был арестован по обвинению в домогательствах к своей несовершеннолетней крестнице и экстрадирован в Аргентину.

## Достижения
Командные
 «Бока Хуниорс»
- Чемпион Аргентины — Апертура 2003

 «Онсе Кальдас»
- Обладатель Кубка Либертадорес — 2004

 «Гуарани»
- Чемпион Парагвая — Апертура 2010

 «Серро Портеньо»
- Чемпион Парагвая — Апертура 2012

 «Ривер Плейт»
- Чемпион Аргентины — Финаль 2014

Индивидуальные
- Лучший бомбардир Южноамериканского кубка — 2012